# Scelolophia ptyctographa
Scelolophia ptyctographa là một loài bướm đêm trong họ Geometridae.